# MDR Aktuell

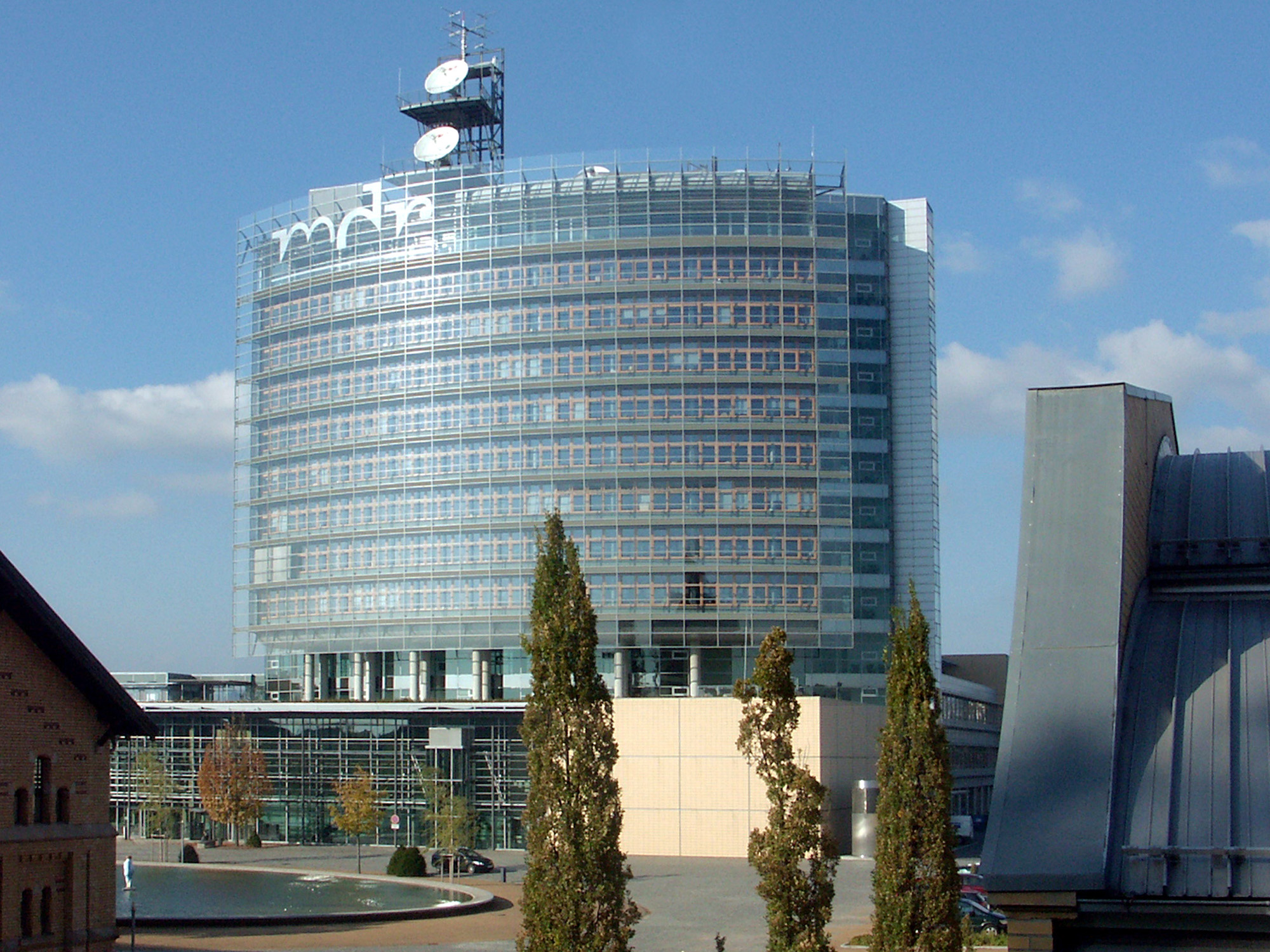
Sendezentrum Leipzig

MDR Aktuell – Das Nachrichtenradio (kurz: MDR Aktuell; eigene Schreibweise: mdr AKTUELL)  ist ein Hörfunkprogramm des Mitteldeutschen Rundfunks mit Sitz in Leipzig. Von Januar 1992 bis zum 1. Mai 2016 hieß der Sender MDR Info. MDR Aktuell ist als reines Nachrichten- und Informationsprogramm konzipiert und wird durch ein Online-Angebot ergänzt, über das aktuelle Nachrichten sowie Service-Informationen und diverse Podcasts aus dem Programm abrufbar sind.

## Verbreitung

### Ausstrahlung über Digitalradio DAB+
MDR Aktuell kann in Mitteldeutschland an Orten mit ausreichender Digitalradioversorgung auf sieben Frequenzen empfangen werden.

### Ausstrahlung über UKW
Das Programm wird im MDR-Sendegebiet (Sachsen, Sachsen-Anhalt, Thüringen) über 77 zumeist schwache UKW-Sender nahezu flächendeckend ausgestrahlt.

### Ausstrahlung über Mittelwelle (eingestellt)
Das Programm war bis 2013 auch über Mittelwelle über die Sender Wiederau (783 kHz), Wilsdruff (1044 kHz) und Reichenbach (1188 kHz), verbreitet. Am 20. März 2013 kündigte der MDR an, dass der Betrieb der Mittelwellenfrequenzen zum 30. April 2013 eingestellt wird. Am Morgen des 30. April 2013 um 6 Uhr wurde die Ausstrahlung des Programms über die Mittelwellenfrequenzen mit der Aufschaltung einer einwöchigen Hinweisschleife, die auf den alternativen Empfangsweg DAB+ hinweist, eingestellt.
Außerdem wurde das Programm wurde bis zum 1. Juli 2011 um 00:05 Uhr auch über den Sender Wachenbrunn auf 882 kHz in der Südhälfte Thüringens ausgestrahlt. Seitdem wurde bis zum 4. Juli 2011 bis 10:00 Uhr eine Hinweisschleife gesendet, die informierte, dass der Sender abgeschaltet wurde, und auf DAB+, den Thüringer UKW-Frequenzen oder auf die Mittelwellenfrequenz 783 kHz auszuweichen.

### Ausstrahlung über Satellit und Kabel
MDR Aktuell ist über folgende Satellitenfrequenzen zu empfangen:
- DVB-S: Astra 19,2° Ost, 12.110 MHz horizontal, Symbolrate (SR): 27,500 MSymbols/s, Fehlerschutz (FEC): 3/4, Programmbouquet: ARD digital

Außerdem wird das Programm deutschlandweit im ARD-digital-Bouquet der digitalen Kabelnetze verbreitet.

## Senderlogos

Logo bis 2003
Logo von 2003 bis 1. Mai 2016
Logo bis Ende September 2016
Logo seit Oktober 2016

## Programmschema
| Minute | Programm                                                          |
| ------ | ----------------------------------------------------------------- |
| 00     | Nachrichten, Wetter und Verkehr                                   |
| 06     | Aktuelle Berichte aus Mitteldeutschland, Deutschland und der Welt |
| 15     | Schlagzeilen, Wetter und Verkehr                                  |
| 17     | Aktuelle Berichte, Hintergründe und Interviews                    |
| 28     | Ausführliches Wetter                                              |
| 29     | Ausblick auf die nächste Halbe Stunde                             |
| 30     | Nachrichten, Wetter und Verkehr                                   |
| 36     | Aktuelle Berichte mit Medienschau oder Kommentar                  |
| 40     | Sport                                                             |
| 45     | Schlagzeilen, Wetter und Verkehr                                  |
| 47     | Aktuelle Berichte, Hintergründe und Interviews                    |
| 58     | Ausführliches Wetter                                              |
| 59     | Ausblick auf die nächste Stunde                                   |

Das Programmschema wird stündlich wiederholt.

## Sendeschema
Von 06:00 Uhr bis 20:00 Uhr werden zur vollen und zur halben Stunde ausführliche Nachrichten sowie 15 Minuten vor und nach jeder vollen Stunde Kurznachrichten gesendet. Beide Sendungen umfassen neben den Meldungen auch Wetter- und Verkehrsinformationen für das Sendegebiet. In der übrigen Zeit laufen anmoderierte, aktuelle Berichte oder Interviews mit Politikern, Wissenschaftlern oder Korrespondenten. Diese Inhalte werden entweder aus der ARD übernommen, selbst bei Korrespondenten in Auftrag gegeben oder von eigenen Reportern zugeliefert. Jingles werden sowohl von einer Produktionsfirma als auch selbst im Haus produziert. Zudem wird tagsüber stündlich in das MDR-Wetterstudio geschaltet. Eine wichtige Rolle spielt auch der Sport: Wichtige Fußballereignisse wie Champions-League-Spiele mit deutscher Beteiligung oder deutsche Länderspiele werden in voller Länge übertragen, ebenso werden die Fußball-Bundesliga und die 3. Fußball-Liga mit Beteiligung von Vereinen aus dem Sendegebiet live in Konferenzschaltung gesendet. Außerdem ist eine Sport-Rubrik mit aktueller Berichterstattung fester Bestandteil des Programms.
Feste Rubriken im Programm sind das am Vormittag und Nachmittag mehrfach ausgestrahlte „Kalenderblatt“, wo an ein historisches Ereignis oder Jubiläum des Tages erinnert wird sowie der satirische Tagesrückblick „Schall und Rauch“.

## Varia

### Umzug von Halle (Saale) nach Leipzig im Juli 2021
Der Umzug von MDR Aktuell von Halle (Saale) nach Leipzig war schon für 2017 erwartet worden,  wurde damals aber nicht realisiert. Zuletzt wurde der Umzug aufgrund der Coronavirus-Pandemie verschoben.
Zum letzten Mal sendete MDR Aktuell am 6. Juli 2021 aus Halle (Saale).
Seit dem 7. Juli 2021 sendet MDR Aktuell aus den MDR-Studios in Leipzig.

### ARD-Infonacht
Vom 1. April 2011 bis zum 30. Dezember 2020 produzierte MDR Aktuell die ARD-Infonacht in seinen Sendestudios in Halle (Saale). Gesendet wurde dieses Angebot, das auch von anderen ARD-Hörfunkwellen übernommen wurde, täglich in der Zeit von 23:00 Uhr bis 06:00 Uhr. Seit dem 30. Dezember 2020 wird die ARD-Infonacht nun vom NDR angeboten. MDR Aktuell übernimmt die ARD-Infonacht täglich in der Zeit von 22:00 Uhr bis 06:00 Uhr.

### Jahrhundert-Geschichten
Die umfangreichste Sendereihe von MDR Info gab es im Jahr 1999: Vom 1. Januar bis 31. Dezember wurde täglich ein anderer exklusiv gefertigter Beitrag der Jahrhundert-Geschichten gesendet, der jeweils ein zeitgeschichtliches Ereignis mit Bezug zum Sendegebiet aus dem zu Ende gehenden Jahrhundert thematisierte. Die Redaktion der 365 Beiträge verantwortete Carsten Heller. Im Jahr 2000 erschienen die 50 besten Beiträge als 4-CD-Box mit dem Titel Das NachrichtenRadio MDR info – Jahrhundert-Geschichten – Zeitzeugen aus Sachsen, Sachsen-Anhalt und Thüringen.